# Chatfield Lake
Der Chatfield Lake, auch Chatfield Reservoir, ist ein 599 Hektar großer Stausee am Fuße der Rocky Mountains im US-Bundesstaat Colorado. 
Das zur Stadt Littleton gehörende Reservoir liegt rund 30 km südwestlich von Denvers Stadtmitte – knapp außerhalb der Großstadtregion beidseits der Bezirksgrenzen von Jefferson und Douglas County.

## Chatfield-Staudamm
Der Chatfield Lake entstand durch einen 1975 vom U.S. Army Corps of Engineers („Ingenieurkorps der US-Armee“) fertiggestellten Staudamm zur Eindämmung des South Platte River, der zuletzt am 16. Juni 1965 im Douglas County eine solch verheerende Flutkatastrophe anrichtete, dass acht Menschen ums Leben kamen und Sachschäden im Millionenhöhe entstanden. Heute ist der vier Kilometer lange und bis zu 45 Meter hohe Chatfield-Damm einer von drei großen Staudämmen, die den Großraum Denver vor Überflutungen schützen sollen. Zuvor – im Jahr 1950 – entstand bereits der Damm am Cherry Creek Lake, während der letzte am Bear Creek Lake erst 1982 fertiggestellt wurde.

## Chatfield-Park
Der See ist als Teil des 1975 gegründeten Chatfield-State Parks ein beliebtes Naherholungsgebiet, das jährlich von rund 1,5 Millionen Menschen für Bootsfahrten und zum Wasserski, aber auch zum Schwimmen und Angeln besucht wird. Zwischen der Metropolregion Denver und dem Pike-Nationalforst ist der Chatfield-State Park mit Blick auf die Gebirgsausläufer der Front Range ferner ein beliebter Campingplatz mit zahlreichen Wander- und Radwegen. Große Popularität genießt Chatfield des Weiteren als vielgenutzter Startplatz für Flüge mit dem Heißluftballon.